# Rivelazione mesmerica
Rivelazione mesmerica (Mesmeric Revelation) è un racconto scritto da Edgar Allan Poe nel 1844. Il racconto affronta il tema del mesmerismo, a cui è dedicato anche La verità sul caso di Mr. Valdemar.
Fu tradotto in italiano nel 1920 col titolo Rivelazione magnetica.

## Trama
Il signor Vankirk, affetto da tisi, viene da tempo curato con il mesmerismo per ridurre le sofferenze dovute alla malattia. Essendo sempre stato scettico sulla possibilità della vita dopo la morte, chiede che, mentre è mesmerizzato durante una crisi respiratoria, gli vengano fatte alcune domande in proposito. Il racconto è quindi il resoconto di un lungo dialogo, nel quale il narratore e il paziente, ormai prossimo alla morte, discutono su tematiche metafisiche.